# Marsh-Gletscher
Der Marsh-Gletscher ist ein etwa 112 km langer Gletscher in der antarktischen Ross Dependency. Er fließt in nördlicher Richtung vom zentralen Polarplateau zwischen der Miller Range und der Queen Elizabeth Range zum Nimrod-Gletscher. 
Die neuseeländische Gruppe der Commonwealth Trans-Antarctic Expedition (1955–1958) entdeckte ihn und benannte ihn nach dem britischen Chirurgen George Walter Marsh (1925–1988), einem Mitglied der Gruppe.